# 大明 (大义宁)
大明（931年－937年）是大义宁皇帝杨诏的年号，共计7年。诸书记载其后还有鼎新，光圣（或作克圣），建國，皇興。
李家瑞认为光圣乃兴圣之误。《滇云历年记》综各书作改元光圣，又改兴圣，李崇智认为亦误。李兆洛《纪元编》又称光圣一作克圣，注曰：别见。
又沈德符《正闰考》载有鼎新年号，不详何时。《护国寺南钞》中有“义宁二年”之语，李家瑞认为应是国号纪年，而非年号。《云南志略》又有不同，谓“干真国号义宁，改元曰光圣，曰皇兴，曰大明，曰鼎新，曰建国，凡九年。”今不取。

## 纪年
| 大明 | 元年  | 二年  | 三年  | 四年  | 五年  | 六年  | 七年  |
| ---- | ----- | ----- | ----- | ----- | ----- | ----- | ----- |
| 公元 | 931年 | 932年 | 933年 | 934年 | 935年 | 936年 | 937年 |
| 干支 | 辛卯  | 壬辰  | 癸巳  | 甲午  | 乙未  | 丙申  | 丁酉  |